# Discografia de Fergie
A discografia de Fergie, uma artista musical norte-americana, consiste em um álbum de estúdio, dois extended plays, dezessete singles, incluindo sete como artista convidada e quatro promocionais, e onze vídeos musicais.
Fergie foi membro do grupo feminino Wild Orchid, antes de ingressar nos The Black Eyed Peas em 2003. Em 2006, ela anunciou que iria seguir carreira solo como um projecto paralelo, e lançou seu álbum de estreia The Dutchess em Setembro. Estreou no número três na Billboard 200 nos Estados Unidos com a primeira semana vendendo 842 mil cópias. Na sua quinquagésima primeira semana na tabela, o álbum chegou ao número dois. Os cinco singles do álbum foram todos hits em todo o mundo. O primeiro single, "London Bridge", e duas faixas adicionais, "Glamorous" e "Big Girls Don't Cry", posicionaram-se no topo da Billboard Hot 100, fazendo de Fergie a primeira artista do sexo feminino com três números um de um álbum desde Christina Aguilera em 2000. Ela também é a primeira artista feminina a solo a marcar cinco singles top cinco de um único lançamento desde Paula Abdul em 1989-90, como o segundo single, "Fergalicious", e o quinto e último single, "Clumsy", alcançaram o número dois e cinco, respectivamente. Cada um dos singles vendeu mais de 5 milhões de downloads nos Estados Unidos, fazendo de The Dutchess o único álbum em sua versão original a vender cinco singles. The Dutchess foi o álbum mais vendido de 2007, em terceiro nos EUA, e vendeu 3,4 milhões de cópias no final do ano. Foi também o vigésimo álbum mais vendido a nível mundial. Foi certificado platina 3× pela Recording Industry Association of America, com as vendas nos EUA de mais de 3,7 milhões de cópias. Em Dezembro de 2009, o álbum vendeu mais de 6 milhões de cópias em todo o mundo. Fergie já vendeu mais de 15 milhões de singles digitais e ringtones nos Estados Unidos.
Em Maio de 2008, uma edição deluxe de The Dutchess foi lançada e incluía quatro novas canções. Um extended play com as músicas novas também foi lançado nas lojas digitais e alcançou o número 46 nos EUA. Em 2009, quando Fergie finalizou-se com The Dutchess, ela voltou a trabalhar a tempo inteiro com os Black Eyed Peas, apesar de sua sucesso como artista solo. Ela afirmou que ela não vai sair dos Black Eyed Peas para ir sozinha e deixar de uma parte de uma banda. No entanto, ela ainda colabora com outros artistas, nomeadamente Nelly em seu single "Party People", e com Michael Jackson na versão remixada de 2008 de sua canção "Beat It". Ela também tem contribuído para dois singles de caridade, "Just Stand Up!" e "We Are the World 25 for Haiti", e colaborou com David Guetta em "Gettin' Over You". Ela também tem contribuído para bandas sonoras para filmes, como Sex and the City, Posidão, Shrek the Third e Nine.

## Álbuns

### Álbuns de estúdio
| The Dutchess                                                                                                  | - Lançamento: 19 de Setembro de 2006 - Gravadoras: A&M, will.i.am music group - Formatos: CD, download digital, LP | 2  | 1  | 17 | 4  | 27 | 11 | 2 | 35 | 11 | 18 | - : 15,000,000 - : 3,900,000 | - : 3× Platina - : 4× Platina - : Platina - : Ouro - : Ouro - : Ouro - : 3× Platina - : 2× Platina |
| Double Dutchess                                                                                               | - Lançamento: 22 de Setembro de 2017 - Gravadoras: Dutchess Music, BMG - Formatos: CD, download digital, LP        | 19 | 39 | —  | 23 | —  | 65 | — | —  | 69 | 49 | - :2.000.000                 | |
| "—" denota um lançamento que não foi lançado no território ou não conseguiu entrar na tabela musical do país. | |    |    |    |    |    |    |   |    |    |    |                              | |

### Extended plays
| Álbum                  | Detalhes do álbum                                                                                    | Melhores posições nas tabelas |
| Álbum                  | Detalhes do álbum                                                                                    | EUA                           |
| ---------------------- | --- | ----------------------------- |
| The Dutchess Deluxe EP | - Lançamento: 27 de Maio de 2008 - Gravadora: A&M, will.i.am music group - Formato: Download digital | 46                            |

## Singles

### Como artista principal
| Ano | Canção                                                                                   | Melhores posições nas tabelas | Melhores posições nas tabelas | Melhores posições nas tabelas | Melhores posições nas tabelas | Melhores posições nas tabelas | Melhores posições nas tabelas | Melhores posições nas tabelas | Melhores posições nas tabelas | Melhores posições nas tabelas | Melhores posições nas tabelas | Certificações                                                                       | Álbum            |
| Ano | Canção                                                                                   | EUA                           | AUS                           | AUT                           | CAN                           | DIN                           | ALE                           | NZL                           | SWE                           | SUI                           | UK                            | Certificações                                                                       | Álbum            |
| --- | ---------------------------------------------------------------------------------------- | ----------------------------- | ----------------------------- | ----------------------------- | ----------------------------- | ----------------------------- | ----------------------------- | ----------------------------- | ----------------------------- | ----------------------------- | ----------------------------- | ----------------------------------------------------------------------------------- | ---------------- |
| 2006 | "London Bridge"                                                                          | 1                             | 3                             | 3                             | —                             | 3                             | 3                             | 1                             | 13                            | 6                             | 3                             | - : Platina - : Platina - : Ouro                                                    | The Dutchess     |
| 2006 | "Fergalicious" (com participação de will.i.am)                                           | 2                             | 4                             | 34                            | 24                            | —                             | 23                            | 5                             | 22                            | 29                            | 105                           | - : 3× Platina - : 2× Platina - : Ouro                                              | The Dutchess     |
| 2007 | "Glamorous" (com participação de Ludacris)                                               | 1                             | 2                             | 25                            | 12                            | —                             | 16                            | 9                             | —                             | 38                            | 6                             | - : 3× Platina - : 2× Platina - : Prata - : Ouro                                    | The Dutchess     |
| 2007 | "Big Girls Don't Cry"                                                                    | 1                             | 1                             | 1                             | 1                             | 8                             | 6                             | 1                             | 4                             | 3                             | 2                             | - : 3× Platina - : 5× Platina - : Ouro - : Ouro - : Platina - : Platina - : Platina | The Dutchess     |
| 2007 | "Clumsy"                                                                                 | 5                             | 3                             | 53                            | 4                             | 34                            | 50                            | 4                             | 15                            | 43                            | 62                            | - : Platina - : 2× Platina - : Ouro                                                 | The Dutchess     |
| 2008 | "Finally" (com participação de John Legend)                                              | 101                           | —                             | —                             | 61                            | —                             | —                             | —                             | —                             | —                             | —                             |                                                                                     | The Dutchess     |
| 2008 | "Labels or Love"                                                                         | —                             | 15                            | 53                            | 28                            | —                             | —                             | —                             | —                             | 74                            | 56                            |                                                                                     | Sex and the City |
| 2013 | "A Little Party Never Killed Nobody (All We Got)" (com participação de Q-Tip e GoonRock) | 77                            | 43                            | 17                            | 72                            | 39                            | 10                            | 3                             | 14                            | 59                            | 90                            | - : 1× Platina - : 1× Platina - : Ouro - : Platina - : Ouro - : Platina             | The Great Gatsby |
| 2015 | "L.A. Love (La La)"                                                                      | 27                            | 53                            | 92                            | 28                            | —                             | 55                            | —                             | 86                            | —                             | 3                             | - : Prata                                                                           | Double Dutchess  |
| 2016 | "M.I.L.F. $"                                                                             | 34                            | 26                            | —                             | 28                            | —                             | 89                            | 1                             | —                             | —                             | 56                            | - : 1× Ouro                                                                         | Double Dutchess  |
| 2016 | "Life Goes On"                                                                           | —                             | —                             | —                             | —                             | —                             | —                             | —                             | —                             | —                             | —                             |                                                                                     | Double Dutchess  |
| 2017 | "You Already Know" (com participação de Nicki Minaj)                                     | —                             | 95                            | —                             | —                             | —                             | —                             | —                             | —                             | —                             | 96                            |                                                                                     | Double Dutchess  |
| "—" denota um lançamento que não foi lançado no território ou não conseguiu entrar na tabela musical do país. |                                                                                          |                               |                               |                               |                               |                               |                               |                               |                               |                               |                               |                                                                                     |                  |

### Como artista convidada
| Ano | Canção                                                                               | Melhores posições nas tabelas | Melhores posições nas tabelas | Melhores posições nas tabelas | Melhores posições nas tabelas | Melhores posições nas tabelas | Melhores posições nas tabelas | Melhores posições nas tabelas | Melhores posições nas tabelas | Melhores posições nas tabelas | Melhores posições nas tabelas | Certificações                                | Álbum                             |
| Ano | Canção                                                                               | EUA                           | AUS                           | CAN                           | FRA                           | DIN                           | ALE                           | NZL                           | SUE                           | SUI                           | UK                            | Certificações                                | Álbum                             |
| --- | ------------------------------------------------------------------------------------ | ----------------------------- | ----------------------------- | ----------------------------- | ----------------------------- | ----------------------------- | ----------------------------- | ----------------------------- | ----------------------------- | ----------------------------- | ----------------------------- | -------------------------------------------- | --------------------------------- |
| 2007 | "Impacto" (Remix) (Daddy Yankee com participação de Fergie)                          | 56                            | —                             | —                             | —                             | —                             | —                             | —                             | —                             | —                             | —                             |                                              | El Cartel: The Big Boss           |
| 2007 | "Sing" (Annie Lennox com participação de vários artistas)                            | —                             | —                             | —                             | —                             | —                             | —                             | —                             | —                             | —                             | 161                           |                                              | Songs of Mass Destruction         |
| 2008 | "Party People" (Nelly com participação de Fergie)                                    | 40                            | 14                            | 52                            | —                             | —                             | 23                            | 7                             | —                             | —                             | 14                            |                                              | Brass Knuckles                    |
| 2008 | "That Ain't Cool" (Koda Kumi com participação de Fergie)                             | —                             | —                             | —                             | —                             | —                             | —                             | —                             | —                             | —                             | —                             |                                              | TRICK                             |
| 2008 | "Just Stand Up!" (como parte Artists Stand Up to Cancer)                             | 11                            | 39                            | 10                            | —                             | —                             | —                             | 19                            | 51                            | —                             | 26                            |                                              | Não adicionado à nenhum álbum     |
| 2010 | "We Are the World 25 for Haiti" (como parte de Artistas pelo Haiti)                  | 2                             | 8                             | 7                             | —                             | —                             | —                             | 8                             | 5                             | —                             | 50                            |                                              | Não adicionado à nenhum álbum     |
| 2010 | "Gettin' Over You" (David Guetta e Chris Willis com participação de Fergie de LMFAO) | 31                            | 5                             | 12                            | 1                             | 19                            | 15                            | 3                             | 28                            | 11                            | 1                             | - : 2× Platina - : Ouro - : Platina          | One Love                          |
| 2010 | "All of the Lights" (Kanye West com participação de vários artistas)                 | 18                            | 24                            | 53                            | 52                            | —                             | 17                            | 13                            | —                             | 46                            | 15                            | - : 4× Platina - : Platina - : Ouro - : Ouro | My Beautiful Dark Twisted Fantasy |
| 2011 | "Beautiful Dangerous" (Slash com participação de Fergie)                             | 108                           | —                             | 58                            | —                             | —                             | 90                            | —                             | —                             | —                             | —                             |                                              | Slash                             |
| "—" denota um lançamento que não foi lançado no território ou não conseguiu entrar na tabela musical do país. |                                                                                      |                               |                               |                               |                               |                               |                               |                               |                               |                               |                               |                                              |                                   |

### Singlespromocionais
| Ano | Canção                                               | Melhores posições nas tabelas | Melhores posições nas tabelas | Melhores posições nas tabelas | Álbum              |
| Ano | Canção                                               | EUA                           | AUS                           | NZL                           | Álbum              |
| --- | ---------------------------------------------------- | ----------------------------- | ----------------------------- | ----------------------------- | ------------------ |
| 2007 | "Pick It Up"                                         | —                             | —                             | —                             | The Dutchess       |
| 2008 | "Here I Come" (com participação de will.i.am)        | 122                           | 22                            | 39                            | The Dutchess       |
| 2012 | "Feel Alive" (com participação de Pitbull e DJ Poet) | —                             | —                             | —                             | Step Up Revolution |
| "—" denota um lançamento que não foi lançado no território ou não conseguiu entrar na tabela musical do país. |                                                      |                               |                               |                               |                    |

### Outras canções que entraram nas tabelas
| Ano | Canção                                                            | Melhores posições nas tabelas | Melhores posições nas tabelas | Melhores posições nas tabelas | Álbum       |
| Ano | Canção                                                            | CAN                           | SUE                           | SUI                           | Álbum       |
| --- | ----------------------------------------------------------------- | ----------------------------- | ----------------------------- | ----------------------------- | ----------- |
| 2008 | "Beat It 2008" (Michael Jackson com participação de Fergie)       | 77                            | 8                             | 26                            | Thriller 25 |
| 2008 | "Paradise City" (Slash com participação de Fergie e Cypress Hill) | 75                            | —                             | —                             | Slash       |
| "—" denota um lançamento que não foi lançado no território ou não conseguiu entrar na tabela musical do país. |                                                                   |                               |                               |                               |             |

## Bandas sonoras
| Ano  | Canção                 | Artista(s)                           | Álbum                                                      |
| ---- | ---------------------- | ------------------------------------ | ---------------------------------------------------------- |
| 2004 | "True"                 | will.i.am com participação de Fergie | 50 First Dates: Love song from the Original Motion Picture |
| 2006 | "Won't Let You Fall"   | Fergie                               | Poseidon                                                   |
| 2006 | "Bailamos"             | Fergie                               | Poseidon                                                   |
| 2006 | "Barracuda"            | Fergie                               | Shrek the Third: The Motion Picture Soundtrack             |
| 2008 | "Labels or Love"       | Fergie                               | Sex and the City: Original Motion Picture Soundtrack       |
| 2008 | "Overture Delle Donne" | Fergie                               | Nine                                                       |
| 2008 | "Be Italian"           | Fergie                               | Nine                                                       |
| 2008 | "Quando Quando Quando" | Fergie e will.i.am                   | Nine                                                       |

## Aparições em álbuns
| Ano  | Canção              | Artista(s) | Álbum                             |
| ---- | ------------------- | --- | --------------------------------- |
| 2005 | "Shut Up and Dance" | Shaggy com participação de will.i.am & Fergie | Clothes Drop                      |
| 2006 | "All Night Long"    | Diddy com participação de Fergie | Press Play                        |
| 2006 | "I'm Chillin"       | The Game com participação de Fergie | Doctor's Advocate                 |
| 2007 | "Glad You're Here"  | Macy Gray com participação de Fergie | Big                               |
| 2010 | "All of the Lights" | Kanye West com participação de John Legend, The-Dream, Ryan Leslie, Tony Williams, Charlie Wilson, Elly Jackson, Alicia Keys, Fergie, Kid Cudi, Rihanna e Elton John | My Beautiful Dark Twisted Fantasy |

## Vídeos musicais
| Ano  | Canção                          | Director(es)        |
| ---- | ------------------------------- | ------------------- |
| 2006 | "London Bridge"                 | Marc Webb           |
| 2006 | "Fergalicious"                  | Fatima Robinson     |
| 2007 | "Glamorous"                     | Dave Meyers         |
| 2007 | "Big Girls Don't Cry"           | Anthony Mandler     |
| 2007 | "Clumsy"                        | Rich Lee, Marc Webb |
| 2007 | "Impacto"                       | The Saline Project  |
| 2008 | "Party People"                  | Marc Webb           |
| 2010 | "We Are the World 25 for Haiti" | Paul Haggis         |
| 2010 | "Gettin' Over You"              | Rich Lee            |
| 2010 | "Beautiful Dangerous"           | Rich Lee            |